# Apra Harbor

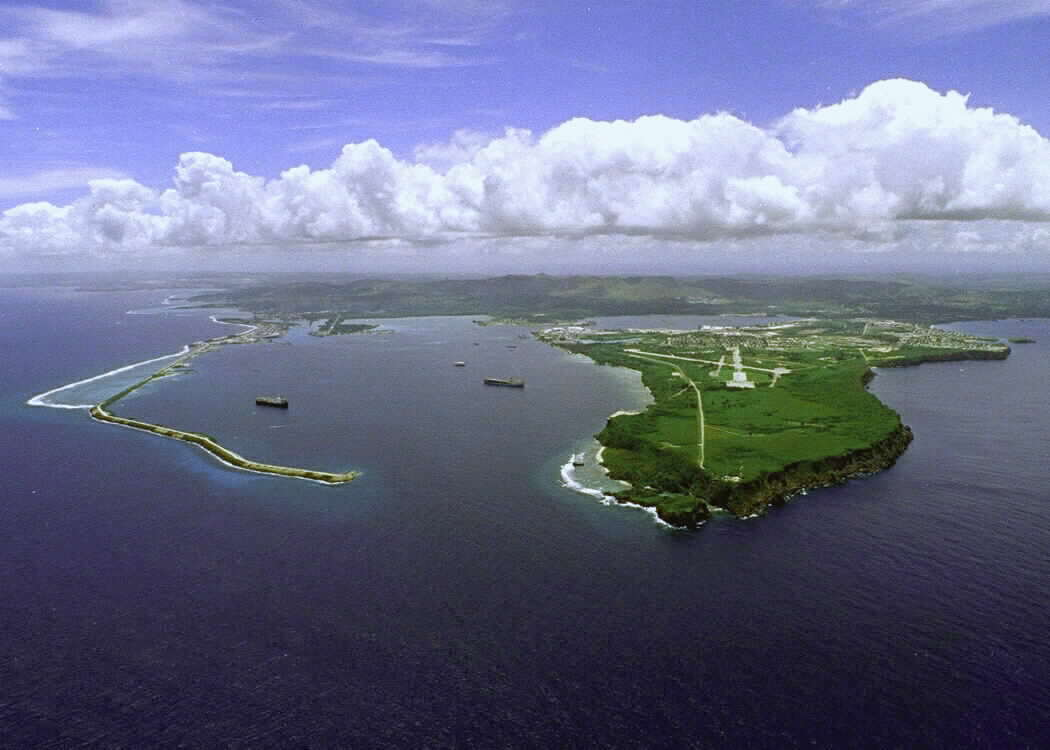
Vista aerea di Apra Harbor

Apra Harbor è un porto ad acque profonde nella parte ovest di Guam nelle Isole Marianne. Esso funge sia da porto militare per la U.S. Navy che da porto commerciale, nella cui veste gestisce un traffico di 2 milioni di tonnellate di merci all'anno.
Il porto è formato dalla penisola di Orote a sud, e dall'isola Cabras a nord. A sud il porto si restringe e poi si allarga ancora a formare un ancoraggio interno. La parte a sud è sede della  Naval Base Guam, mentre la parte a nord è il porto commerciale.